# Ратдрам (Айдахо)
Ратдрам  (англ. Rathdrum) — город округа Кутеней  американского штата Айдахо. Население по переписи 2020 года составляло 9211 человек, по сравнению с 6826 в 2010 году. Он является частью статистического района Кёр-д'Ален, который включает весь округ. Он назван в честь Ратдрам, деревни в графстве Уиклоу, Ирландия.

## Население
| 2010 | 2020  |
| ---- | ----- |
| 6826 | ↗9211 |